# Mihai Timofti
Mihai Timofti (Chişinău, 19 de setembro de 1948 - 10 de novembro de 2023) foi um mestre de arte, diretor, ator, professor e músico.

## Vida
Em 1965 iniciou a sua atividade no teatro popular "Contemporanul" (o Director de Arte foi o dramaturgo Sr. G.Timofte), onde se apresentou pela primeira vez em cena desempenhando o papel principal na comédia do Sr. G.Timofte "Os Sonhos e problemas".
Em 1967, formou-se na E. Coca Musical School (hoje é o Ch. Porumbescu Lyceum), nas aulas de clarinete e piano.
No Festival de Teatros Populares de Moscou em 1967, Mihai Timofti recebeu duas medalhas de ouro pelo papel principal na comédia "Os Sonhos e os Problemas" e pela música escrita para esta peça.
Em 1971, ele se formou no Conservatório Estadual G. Musicescu (o corpo docente de Diretor de Drama).
De 1971 a 1981, trabalhou no Moldova Film Studio. Ele lançou cerca de 40 documentários e curtas-metragens musicais.
Em 1985, ele obteve um diploma externo do Conservatório Estadual N. N. Rimsky – Korsakov Leningrado (São Petersburgo), a faculdade de Diretor de Ópera.
Desde 1993, Mihai Timofti é cidadão da Romênia.
Em 2007, M. Timofti foi agraciado com o título honorário de "Master of Arts".
Em 25 de março de 2019 - Ele recebeu o prêmio "Eugene Ureche" na Gala do Prêmio UNITEM 2019, 18ª edição.

## Repertório

### Diretor (Performances)
(De 1971 a 1981: Mihai Timofti lançou cerca de 40 documentários e curtas-metragens musicais.)
- A performance dramática "Macbeth" de W. Shakespeare
- O musical " Aniversário de Leopoldo, o Gato ", de B. Saveliev (apresentado pela primeira vez na União Soviética)
- O Musical "O Tesouro do Capitão Flint", de B. Saveliev
- A ópera " Manon Lescaut " de G. Puccini
- A história em quadrinhos "Dorothea" de T. Hrennikov
- A Opereta "O rei da valsa", de J. Strauss
- O Musical "Donna Lucia" de O. Feltsman
- A Opereta "Silva" de I.Kalman
- A Opereta "O Conde de Luxemburgo", de Lehar
- A ópera infantil Musical "Um Patinho Feio", de I.Kovach
- A Opereta "A História do Soldado Principal", de D. Capoianu
- A opereta "Mademoiselle Nitouche" de F. Hervé
- O Musical "Fantasy of Christmas" de Mihai Timofti
- The Operetta Evening - "The Ball - Surprise" de Mihai Timofti
- A ópera infantil “Peter Pan” de L. Profetta
- A ópera "Lucia di Lammermoor" de Donizetti
- A Opereta "Rose - Mary" de Friml e Stothart
- A ópera "Otello" de G. Verdi
- A ópera "Carmen" de G. Bizet
- A ópera "Aida" de G. Verdi
- A opereta "Die Fledermaus" de J. Strauss (versão em inglês)
- Concerto Teatral “Dor de Eminescu” (inglês: Longing for Eminescu )
- A Opereta "The Merry Widow" de F. Lehár
- A opereta "Die Fledermaus" de J. Strauss (versão romena)
- A ópera "The Troubadour" de G. Verdi

### Ator
- O musical "The Dreams and Troubles" de M. Timofti - Take
- A representação dramática "Serghei Lazo" de G. Timofte - titular da encomenda
- A performance dramática "Victim" de G. Timofte - oficial romeno
- A performance dramática "A Noisy Love" de G. Timofte - Nicolae
- O filme "Lăutarii" de E. Loteanu - Vasile
- The Vaudeville "The Hussar`s Matchmaking" - Hussar
- A performance dramática "The Death of Theodore Ioanovich" - Boyar Kleshnin
- A performance dramática " The Dead Souls " de N. Gogol - Nozdryov
- A performance dramática " Macbeth " de W. Shakespeare - Macbeth
- O musical "Aniversário de Leopold, o Gato", de B. Saveliev - Gato Leopold
- A Opereta "Die Fledermaus" de J. Strauss (Versão em Inglês) - Frosch
- A Opereta "The Merry Widow" de F. Lehár - Njegus
- A opereta "Die Fledermaus" de J. Strauss (versão romena) - Frosch

### Cenário
- A "Fantasia de Natal" Musical
- A Opereta Evening - "The Ball - Surprise"
- Concerto Teatral “Dor de Eminescu”

### Compositor
- O Musical "Os Sonhos e os Problemas"

## Performances selecionadas

### Orenburg Theatre of Musical Comedy (Diretor 1984-1985)
- " Aniversário de Leopold o Gato " por B. Saveliev
- " Rose - Mary " de Friml e Stothart .

### Saransk Musical Theatre (Diretor Principal 1986-1988)
- "The king of Waltz", de J. Strauss
- A história em quadrinhos "Dorothea" de T. Hrennikov
- "Donna Lucia" de O. Feltsman

### Teatro Musical Tomsk (Diretor 1989-1990)
- "O Tesouro do Capitão Flint" por B. Saveliev
- "Dorothea" por T. Hrennikov

### Teatro Nacional de Ópera e Ballet " Maria Bieşu " (Diretor e Ator 1990-presente)
- 1990 - ópera infantil “Um Patinho Feio” de I. Kovach
- 1991 - Noite da Opereta - “O Baile - Surpresa” (cenário escrito por Mihai Timofti)
  - A Opereta "A História do Soldado Principal", de D. Capoianu (Ópera e Ballet Nacional "Oleg Danovski", Constanta, Romênia)
- 1992 - A Opereta “ Mademoiselle Nitouche” de F. Hervé (Teatro Musical, Galats, Romênia )
- 1993 - A ópera “ Lucia di Lammermoor ” de Donizetti, a ópera infantil “Peter Pan”
- 1996 - O Musical “Fantasia de Natal” (cenário escrito por Mihai Timofti)
- 1997 - A Ópera “Carmen” de G. Bizet
- 2005 - A Ópera “Aida” de G. Verdi
- 2006 - The Operetta “ Die Fledermaus” de J. Strauss (versão em inglês) (Diretor e o papel de Frosch: Mihai Timofti)
- 2012 - Concerto Teatral “Dor de Eminescu ” (inglês: Longing for Eminescu) (cenário escrito por Mihai Timofti)
  - A Opereta “The Merry Widow” de F. Lehár (Diretor e a função de Njegus: Mihai Timofti)
- 2013 - The Operetta “ Die Fledermaus” de J. Strauss (versão romena) (Diretor e o papel de Frosch: Mihai Timofti) 
  - Ópera "Il trovatore" de G. Verdi
- 2014 - ópera infantil “Um Patinho Feio” de I. Kovach